# Podivné manželství
Podivné manželství (maď. Különös házasság) je román od maďarského spisovatele Kálmána Mikszátha vydaný v roce 1900. Filmová zpracování jsou z let 1951 a 1984.

## Děj

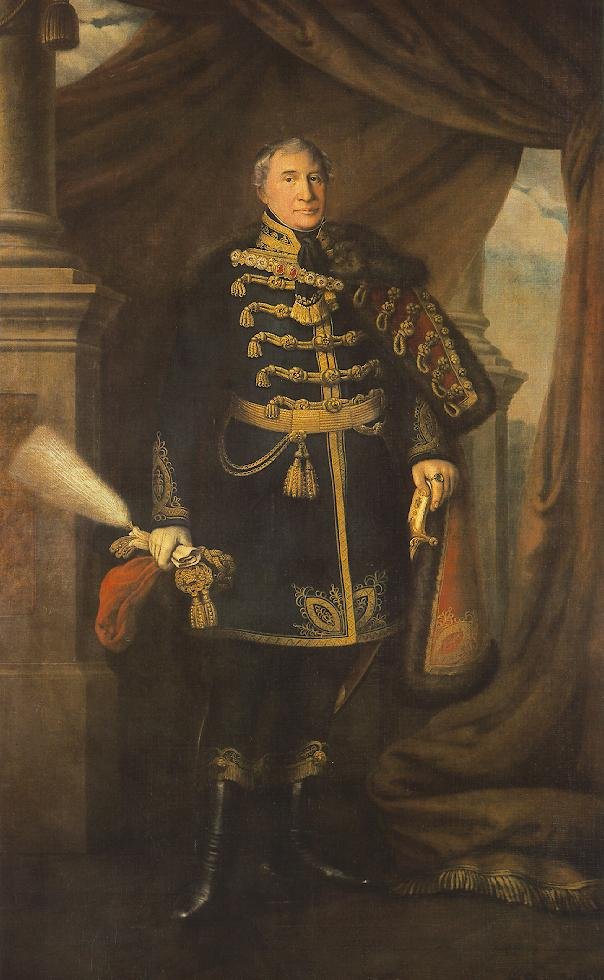
hrabě János Buttler

Autor čerpá ze skutečného sporu z přelomu 18. a 19. století mezi hrabětem Jánosem Buttlerem a baronesou Döryovou. Příběh začíná návštěvou hraběte Buttlera u barona Döryho. Když se baron dozví, že jeho dcera Marie čeká dítě s místním farářem, pojme myšlenku, že zachrání dceru před hanbou tím, že ji rychle provdá. Lstí se tedy zmocní mladého Buttlera a za pomoci faráře, který je původcem všeho toho neštěstí, ho nechá násilně oženit se svou dcerou. Buttler si to nemůže nechat líbit, uteče, a dá celou věc k soudu. Je zde ovšem problém, protože nejsou důkazy proti tomu, že bylo manželství uzavřeno nezákonně. Buttler se stále odvolává výš, dokonce k biskupovi, ale ten jeho žádost také zamítá. Spor se táhne dlouhá léta, dokonce i nový biskup, který je Buttlerovým známým, ve věci nic nezmění. To hraběte naštve a odjíždí za svou láskou Piroškou Horváthovou, která na něj stále čeká. Mezitím si paní Buttlerová v klidu žije na jednom z Jánosových panstvích a vychovává svou dceru. Hrabě posléze odjíždí do světa, ale ve Vídni jej zastihne smrt. Jeho tělo je převezeno do rodinné hrobky na Zemplíně. Piroška příští rok prodá své panství a zmizí z kraje. Lidé si začnou povídat, že se ve světě setkala s Jánosem Buttlerem, který nezemřel, ale zinscenoval svou smrt, aby se zbavil své ženy. Člověkem, který tuto fámu rozšířil je Buttlerův starý správce, který prý tajně otevřel rakev svého pána a našel v ní dřevěnou figurínu.
Román „Podivné manželství“ vyvolal ve své době v církevních kruzích velké pobouření.